# منتخب ألمانيا لكأس فيد
منتخب ألمانيا لكأس فيد (بالألمانية: Deutsche Fed-Cup-Mannschaft)‏ هو ممثل ألمانيا الرسمي في كرة المضرب في كأس فيد.